# Titularbistum Mediana
Mediana ist ein Titularbistum der römisch-katholischen Kirche.
Es geht zurück auf ein früheres Bistum in der Sahelregion des heutigen Tunesien (römische Provinz Byzacena bzw. Africa proconsularis).
| Titularbischöfe von Mediana |                                                    |                                     |                   |                  |
| Nr.                         | Name                                               | Amt                                 | von               | bis              |
| 1                           | John Hugh MacDonald Titularerzbischof pro hac vice | Alterzbischof von Edmonton (Kanada) | 11. August 1964   | 17. Januar 1965  |
| 2                           | Bernard-Pierre-Edmond Alix                         | Weihbischof in Le Mans (Frankreich) | 19. Mai 1965      | 28. Oktober 1971 |
| 3                           | John Michael D’Arcy                                | Weihbischof in Boston (USA)         | 30. Dezember 1974 | 18. Februar 1985 |
| 4                           | Hans-Reinhard Koch                                 | Weihbischof in Erfurt (Deutschland) | 15. Mai 1985      | 25. April 2018   |
| 5                           | Ernest Obodo                                       | Weihbischof in Enugu (Nigeria)      | 25. Mai 2018      |                  |